# Charron (Creuse)
Charron é uma comuna francesa na região administrativa da Nova Aquitânia, no departamento de Creuse. Estende-se por uma área de 30,11 km². Em 2010 a comuna tinha 240 habitantes (densidade: 8 hab./km²).